# 白面夜叉
『白面夜叉』（はくめんやしゃ）は、つげ義春による日本の漫画作品。1955年5月に、貸本向けの単行本として若木書房より刊行された128頁（B6判）からなる長編漫画作品である。

## 解説
つげ義春18歳のときの処女作。当時、つげは自身の作品を持って1週間ほど多くの出版社を回り、10軒目の若木書房でようやく採用される。これ以前に、1 - 2ページくらいの小編や1 - 4コマ漫画、ほぼ同時期に『青空浪人』などを描いているが、実質的につげのデビュー作品。時代もの長編作品である。制作には約2 - 3ヶ月かかったが、これはその間に足を怪我し、約1ヶ月間寝込んだためである。2冊目の次作『涙の仇討ち』は1ヶ月で描き上げている。
『音無しの剣』（横山光輝のデビュー作 1954年）と『謎の白仮面』（永島慎二）を手本にして書かれた。絵は永島、ストーリーは横山を手本にしているが、手塚治虫調の絵柄も多い。若木書房から依頼を受け描かれたが、内容に関しては制約はなかったものの、時代ものを選んだのはドラマとして書きやすかったという理由、および永島と横山の手本にした作品が時代ものであったことによる。当時のつげは、永島、横山のほか、遠藤政治、辰巳ヨシヒロなどを意識していたが、特に横山がいちばん刺激となっていた。しかし、横山には描き出して3、4年で興味をなくしてしまう。絵の描き方としては、永島のカッチリとした描き方を真似た。遠藤は上手すぎて真似られず、横山は絵としては下手だが、惹かれるものがあったのと、このくらいなら自分でもいけるのでは、という安心感をつげに与えた。
ストーリーは、徳川5代将軍、徳川綱吉の「お犬様」の話を土台にしている。ストーリーができたため、創作の方法論や構成、ラストやコマ割りもろくに考えず、ダラダラ描き、苦心しなかったとつげ自身述懐する。時代考証も行わなかったため、間違いも多い。当時、つげは祖父の影響でラジオの浪曲をよく聴いており、そのため侠客ものには詳しく、清水次郎長、飯岡の助五郎、笹川繁蔵、大前田英五郎、国定忠治、黒駒の勝蔵などをよく耳にしていた。幼少期には、祖父のかたわらで広沢虎造、相模太郎、玉川勝太郎、春日井梅鶯の「壺坂霊験記」などを聴いていた。浪曲の実演にも祖父としばしば出かけている。つげは、浪曲のセリフの語りよりも三味線のリズムを好んだ。同時期には「浪曲天狗道場」という素人が出演する番組や落語もよく聴いており、その影響も大きい。
若木書房からは、原稿に関して細かい注文はなかった。つげは、これに関して、若木書房では当時作家の卵は欲しくてたまらない時代であったため、点数さえ出せればなんでもよかったのではなかったのではないかと述懐している。他の出版社では、結構厳しく採用されなかった。つげは当時、有力な漫画単行本の出版元である鈴木出版、鶴書房、中村書店、赤本屋なども訪問している。

## あらすじ
大谷主水は殿の「犬を大切にせよ」との言いつけを守らずに城を去る。殿に取り入り、私腹を肥やす家老の折野紋左に対し、酒呑童子として隠れ、「白面夜叉」を標榜し悪と戦う。父親を偽者の「白面夜叉」に殺された平助とともに悪家老折野に乗り出した主水であったが、そこには父親を折野に殺され、偽白面夜叉となり、平助の父を殺害してしまった子井田新作がいた。彼は主水の親友であった。

## 収録本
- 「つげ義春選集4」
- 「つげ義春初期単行本集・完全復刻版」